# Michael Theoklitos
Serafim Michael Theoklitos (Melbourne, 11 febbraio 1981) è un allenatore di calcio ed ex calciatore australiano, di ruolo portiere, preparatore dei portieri del Western Utd.

## Carriera
Il 5 marzo 2010 il Norwich City ha reso nota la rescissione consensuale del contratto del portiere. Il 14 marzo 2010 firma un contratto con il Brisbane Roar che lo lega al club per 3 anni.

## Palmarès

### Club

#### Competizioni nazionali
- Campionato australiano: 5

Melbourne Victory: 2006-2007, 2008-2009
Brisbane Roar: 2010-2011, 2011-2012, 2013-2014
- A-League Premiership: 4

Melbourne Victory: 2006-2007, 2008-2009
Brisbane Roar: 2010-2011, 2013-2014

### Individuale
- Portiere dell'anno in A-League: 2

2006-2007, 2007-2008